# Antoaneta Stefanova
Antoaneta Stefanova (tiếng Bulgaria: Антоанета Стефанова; sinh ngày 19 tháng 4 năm 1979) là một đại kiện tướng cờ vua Bulgaria và là nhà vô địch cờ vua nữ thế giới từ năm 2004 đến 2006. Cô đã đại diện cho Bulgaria trong Thế vận hội cờ vua năm 2000 và Thế vận hội cờ vua nữ từ năm 1992.

## Đầu đời và sự nghiệp
Stefanova sinh ra ở Sofia, thủ đô của Bulgaria. Khi cô bốn tuổi, cô học cờ vua từ cha mình, Andon Stefanov, một nghệ sĩ thiết kế.
Năm 1989, Stefanova giành chiến thắng ở hạng mục Nữ U10 tại Giải cờ vua trẻ thế giới ở Aguadilla, Puerto Rico. Năm 1992, khi mới 13 tuổi, cô đã tham dự Thế vận hội cờ vua đầu tiên của mình ở Manila, Philippines. Cùng năm đó, cô trở thành nhà vô địch của U14 nữ châu Âu tại Giải vô địch cờ vua trẻ châu Âu ở Rimavská Sobota. Stefanova đã giành chức vô địch cờ vua nữ Bulgaria năm 1995.
Cô đã giành vị trí thứ tư trong Giải cờ vua quốc tế Hawaii lần thứ 4 năm 1997 với 7 điểm trong số 10 trận. Nhờ kết quả này, Stefanova đã đạt được chỉ tiêu đầu tiên của mình cho danh hiệu Grandmaster. Vào tháng 1 năm 1998, xếp hạng FIDE của cô đã lọt vào top 10 phụ nữ trên toàn thế giới. Cô đã chơi trong phần mở tại Thế vận hội cờ vua 2000. Vào năm 2001, Stefanova đã giành vị trí thứ nhất (đứng thứ hai sau khi đếm ngược) trong giải Andorra mở rộng lần thứ 19.
Vào tháng 6 năm 2002, cô đã giành được Giải vô địch cá nhân châu Âu lần thứ 3 tại Varna. Stefanova đã được trao danh hiệu Grandmaster tại cuộc họp của Chủ tịch FIDE tại Doha vào tháng 7 năm 2002. Vào cuối tháng 7 năm 2002, cô đã giành chiến thắng trong Giải đấu cờ vua quốc tế Wismilak, một giải đấu vòng tròn category 8 (xếp hạng trung bình 2446) tại Surabaya, Indonesia, đạt 9/11 điểm với ELO thành tích là 2750.